# 要保護児童対策地域協議会
要保護児童対策地域協議会（地域協議会、要対協、などと略される）は、要保護児童等のへの適切な支援を図ることを目的に地方公共団体が設置・運営する組織である。平成16年度の児童福祉法改正に際して、同法第25条の2に規定された。

## 詳細
児童福祉法第25条の2に設置根拠を持つ。その設置は努力義務規程とされているが、大部分の市区町村が設置している（平成25年4月1日現在において98.9%の市区町村が設置し、残り1.1%のうちの0.8%も類似組織を有するとされる）。設置に際しては、協議会の名称や構成メンバー等の公示が義務付けられている（児童福祉法第25条の2第3項）。

## 対象者
児童福祉法第25条の2第1項により、以下の3者を支援対象に定めることができる。
- 要保護児童 （児童福祉法第6条の3第8項）
- 要支援児童　（児童福祉法第6条の3第5項）
- 特定妊婦　（児童福祉法第6条の3第5項）

## 代表的な構成員
以下のような関係者が代表的な構成員として挙げられている。なお、必ずしも以下に挙げた構成員全てが参加しているとは限らない。
- 児童福祉関係（市町村の児童福祉・母子保健等の担当部局、児童相談所、福祉事務所（家庭児童相談室）、など）
- 保健医療関係（市町村保健センター、保健所、医療機関、など）
- 教育関係（教育委員会、幼稚園、など）
- 警察・司法関係（警察、弁護士会、など）
- 人権擁護関係（法務局、人権擁護委員）
- その他

## 特徴
各関係機関等が連携を取り合うことで情報の共有化が図られ、迅速に支援を開始することができるとされる。
支援に関連して協議された内容は、法令に基づく正当行為として守秘義務違反や個人情報保護法違反の違法性が問われないとされている。
要保護児童や特定妊婦の支援機関という点で共通する児童相談所との役割分担について、両者は協働して援助を行なうものとされているが、児童相談所がより上位組織に位置づけられている。